# Goyescas (Suite per a piano)
|  | Aquest article tracta sobre la suite per a piano d'Enric Granados. Vegeu-ne altres significats a «Goyescas». |

Goyescas, subtitulada Los majos enamorados (Els galants enamorats) és una suite per a piano d'Enric Granados, composta l'any 1911 i considerada l'obra mestra del compositor. El seu nom fa referència a l'obra del pintor Francisco de Goya, de qui Granados era un gran admirador. Tot i que no existeix una correspondència exacta entre totes les peces i un quadre del pintor, sí que estan estretament vinculades als seus Capritxos i algunes fins i tot s'han pogut relacionar amb imatges concretes, com, per exemple, Los Requiebros amb Tal para cual i El Amor y la Muerte amb el quadre homònim. Aquesta obra és considerada com una de les últimes obres del Romanticisme musical a Espanya.

## Estructura i composició
L'obra consta de dos quaderns i sis peces que en conjunt tenen una durada de poc menys d'una hora. Quant a l'argument d'aquest cicle inspirat per Goya, es podria dir que es tracta d'una hisòria d'amor ente el Majo i la Maja, amb un final tràgic, com indiquen els títols de les peces del segon quadern.
Quadern 1
- Los requiebros (Els compliments), dedicat a Emil Sauer.
- Coloquio en la reja (Diàleg a la reixa), dedicat a Édouard Risler.
- El fandango de candil (Fandango "de candil"), dedicat a Ricard Viñes.
- Quejas, o la maja y el ruiseñor (Queixes, o la jove i el rossinyol), dedicat a Amparo Gal.

Quadern 2
- El Amor y la muerte (Balada) (Balada de l'amor i de la mort), dedicat a Harold Bauer.
- Epilogo: Serenata del espectro (Epíleg: Serenata de l'espectre), dedicat a Alfred Cortot.

Granados va començar-ne la composició l'any 1909, una tasca que sovint realitzava al domicili de Clotilde Godó a Tiana i que s'allargà fins l'estiu de 1910. El mateix compositor va estrenar el primer quadern al Palau de la Música Catalana de Barcelona l'11 de març de 1911. El segon quadern va veure la llum al desembre de 1911, i va ser estrenat a la Sala Pleyel de París el 4 d'abril de 1914.
Tanmateix, les peces que formen aquesta suite no es van compondre en el mateix ordre en què apareixen a l'obra final. Una nota manuscrita en un esbós del Coloquio en la reja revela que Granados ja hi treballava el desembre de 1909, i que aparentment aquesta fou la primera peça que va compondre. Quejas o La maja y el ruiseñor fou finalitzada el 16 de juny de 1910, Los Requiebros fou compost entre l'abril i el 23 de juliol de 1910, i Epílogo: Serenata del espectro està datat el 28 de desembre de 1911. El fandango de candil i El amor y la muerte no tenen data, però El fandango de candil ha d'ésser anterior tant a El amor y la muerte i a l'epíleg perquè aquests dos moviments tenen motius que ja apareixen a aquesta composició.

### Los requiebros

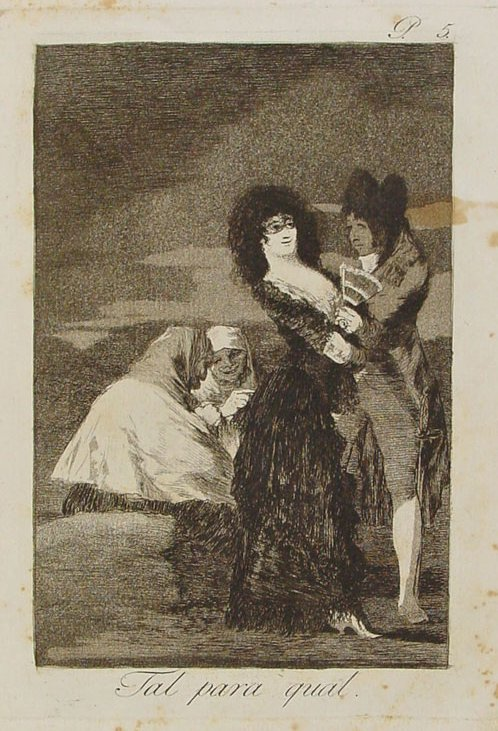
Tal para cual, de Francisco de Goya.

Aquest moviment, dedicat a Emil Sauer, està inspirat en Tal para cual, el cinquè dels Caprichos de Goya. El gravat mostra una maja flirtejant amb un home armat amb una espasa, i aquest flirteig és convertit en música mitjançant un aire alegre i un tempo canviant ("con garbo y donaire", segons les indicacions del mateix Granados).
Després d'una breu introducció que imita el so d'una guitarra, es presenta el tema principal 
de la composició, amb un ritme que evoca el de la jota i que és format per una transformació a aquesta forma musical d'una tonadilla atribuïda a Blas de Laserna, titulada Tirana del Trípili, molt popular als segles xviii i xix.

### Coloquio en la reja
Aquest moviment es basa en bona part en una tonadilla que Granados mai a finalitzar, titulada El amor del majo, i també inclou una variació de la Jácara (Danza para cantar y bailar) del mateix Granados. La composició presenta quatre temes, interrelacionats de tal manera que generen l'efecte d'estructura geomètrica de la reixa per on els enamorats mantenen una conversa. Aquesta conversa, que Granados defineix amb la presència insistent d'una nota, que guanya intensitat mitjançant la repetició en registres més aguts. Un altre element rítmic significatiu d'aquesta peça és l'ús de l'hemiòlia, a vegades definint un ritme a la mà esquerra i un altre a la mà dreta.

### El fandango de candil
No es conserva cap obra de Goya que mostri un ball de fandango a la llum d'una espelma, però podria ser que Granados prengués el títol d'un sainet de Ramón de la Cruz que tenia el justament aquest títol, o bé que Granados s'inspirés en una obra de Ramón Mesonero Romanos (La capa vieja y el baile de candil, 1833). Cap d'aquestes dues obres explicita de quina dansa es tracta, i Granados opta pel fandango, arribant a un put àlgid en la imitació del so de la guitarra.

### Quejas o La maja y el ruiseñor
Aquesta és una de les composicions més celebrades de Granados, que mostra el diàleg entre una maja amb mal d'amor i un rossinyol, que canta amb un ritme virtuós. El moviment està dedicat a la seva esposa, Amparo, i fou compost mentre Granados mantenia una relació amb Clotilde Godó. El rossinyol és un símbol de l'amor romàntic, però en aquest cas sembla que la seva presència s'empra per evocar la seva faceta de conseller.
A diferència de la resta de la suite, aquest moviment no cita ni utilitza fragments d'altres peces de la mateixa composició —es basa en una melodia popular valenciana—, però el cant del rossinyol està clarament relacionat amb altres composicions anteriors de Granados. D'aquesta composició en destaquen especialment les variacions a l'acompanyament de cadascuna de les repeticions de la cançó que forma el tema principal, generant un efecte hipnòtic, gairebé d'ensomni. Segons les indicacions de Granados a la partitura, aquest moviment s'havia d'interpretar "amb la gelosia d'una esposa però sense la tristesa d'una vídua".

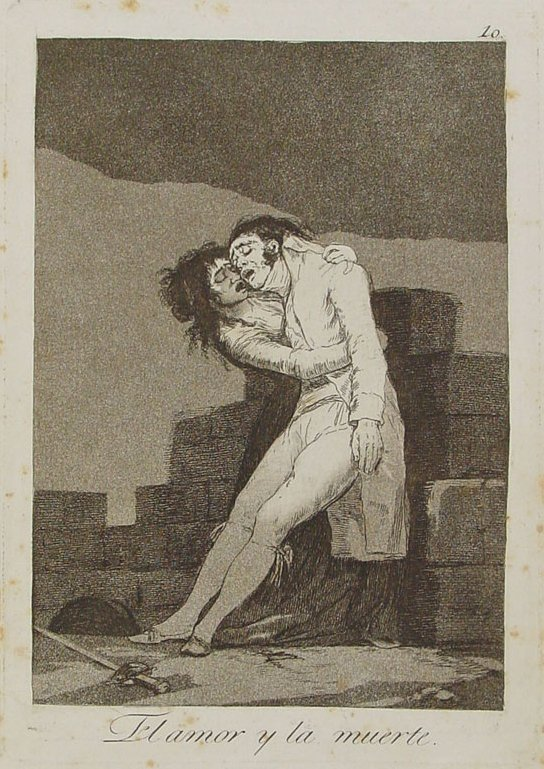
El amor y la muerte, de Francisco de Goya.

### El amor y la muerte
Aquest moviment —el primer del segon quadern de l'obra— s'inspira en el desè dels Caprichos de Goya, titulat també El amor y la muerte, que mostra una jove sostenint un home moribund en braços. Tant aquest moviment com el següent són una gran recapitulació de temes que han anat apareixent a la resta de l'obra, sempre amb noves variacions. Es tracta d'una peça altament emocional, salvatge i misteriosa, que subratlla la nota tràgica i de pèrdua que acostuma a fer-se present en moltes de les obres de Goya.

### Epílogo: Serenata del espectro
Aquest és el moviment de tancament de l'obra, força més senzill que la resta, que mostra la visió de l'espectre de l'amant mort. Novament, el piano imita el fraseig de la guitarra, però tot és més auster sense oblidar, però, la citació de temes que han anat apareixent al llarg de l'obra. Granados no insisteix en l'aspecte macabre o grotesc de la mort i es manté en l'elegància que caracteritzava les seves composicions.

## Estrena
Enric Granados va estrenar el primer quadern de Goyescas al Palau de la Música Catalana l'11 de març de 1911, tot i que l'agost de l'any anterior ja n'havia fet una primera audició en privat. Al repertori, a més de la suite, hi va incloure el Cant de les estrelles, els Valsos poètics, una transcripció de Granados d'una sonata d'Scarlatti en Si bemoll major i l'Allegro de concert (Chopin). El programa també va incloure l'estrena d'Azulejos, i a la propina, Granados va interpretar la setena de les seves Danses espanyoles.
El segon quadern es va estrenar a la Sala Pleyel de París el 4 d'abril de 1914, en un concert que va incloure la suite completa de Goyescas i les Tonadilles, amb la veu de Matilde Polak.

## Altres obres de caràctergoyesc

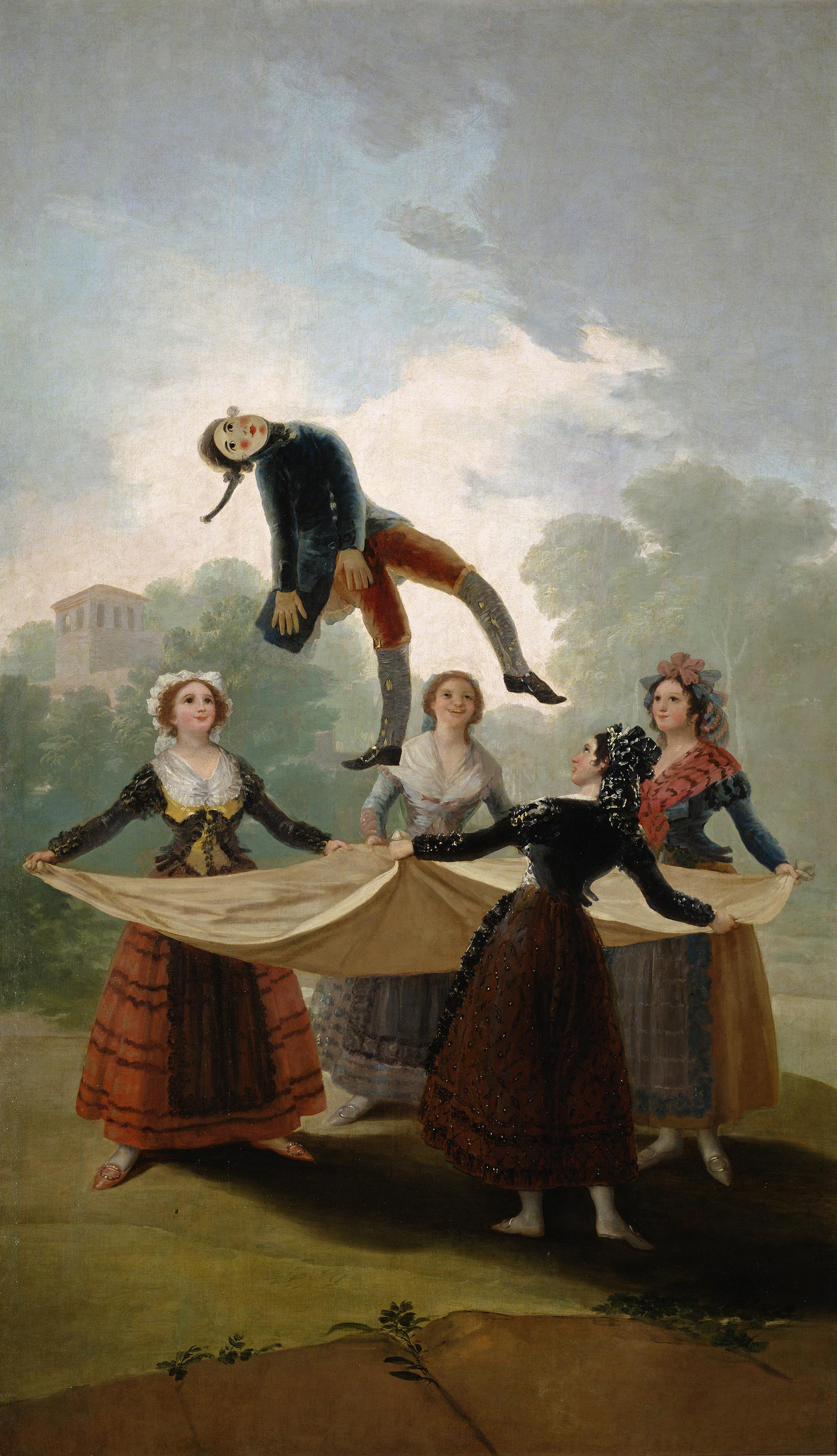
El Pelele, de Francisco de Goya.

Granados va compondre una setena peça, El pelele (subtitulada Escena goyesca), que sí que correspon exactament a una obra del pintor —un cartó per a tapís que mostra un joc típic de l'època, consistent en fer saltar un ninot de palla i roba tot tibant d'una manta o llençol—, però que mai no va ser afegida al conjunt inicial tot i que habitualment s'interpreta unida a Goyescas. Aquesta obra, que evoca el caràcter alegre del joc, presenta força influències d'Scarlatti, i el mateix Granados la va estrenar al Teatre Principal de Terrassa el 29 de març de 1914.
Enric Granados també va compondre l'òpera Goyescas l'any 1915 a partir del material musical de l'obra pianística. De fet, hi ha altres obres emmarcades en l'època majista de Granados, com poden ser la Jácara (Danza para cantar y bailar), la Serenata Goyesca, Crepúsculo o Reverie-Improvisation.